# Comuna de Sawin
Sawin (polaco: Gmina Sawin) é uma gminy (comuna) na Polónia, na voivodia de Lublin e no condado de Chełmski. A sede do condado é a cidade de Sawin.
De acordo com os censos de 2004, a comuna tem 5698 habitantes, com uma densidade 30 hab/km².

## Área
Estende-se por uma área de 190,2 km², incluindo:
- área agricola: 69%
- área florestal: 24%

## Comunas vizinhas
- Chełm, Hańsk, Ruda-Huta, Wierzbica, Wola Uhruska